# Seu Florindo e Suas Duas Mulheres
Seu Florindo e Suas Duas Mulheres é um filme brasileiro de comédia pornochanchada de 1978, protagonizado e dirigido por Mozael Silveira. O roteiro de Vitor Lustosa parodia "Dona Flor e Seus Dois Maridos", invertendo-se o gênero dos personagens principais. Nessa versão, o fantasma é uma mulher, interpretada por Wilza Carla. Filmado em Ribeirão Preto, na sequência final aparecem imagens de um jogo de futebol entre Botafogo e Comercial, o mais tradicional da cidade.

## Elenco
- Wilza Carla...Vadia
- Mozael Silveira...Florindo das Flores
- Lameri Faria...Dora Rodrigues
- Vitor Lustosa...Piolho
- Lúcia Regina...Mãe de Dora
- Matheus Matias...Delegado

## Sinopse
A foliã Vadia morre durante um desfile de Escola de Samba. O marido dela, o professor de culinária bem-sucedido Florindo, fica bastante abalado e sofre com a viuvez, apesar de Vadia ter sido durante o casamento infiel, jogadora e alcoólica (mostrado em flashback). Ele passa a ser assediado pelas suas alunas e acaba se casando com uma delas, Dora. Mas, um ano depois de casado, o fantasma de Vadia retorna e quer continuar o relacionamento amoroso que tivera em vida com ele.